# Федорченко Володимир Іванович (художник)
Володимир Іванович Федорченко (нар. 5 червня 1948, Славськ) — український живописець; член Миколаївської обласної організації спілки радянських художників України з 1987 року.

## Біографія
Народився 5 червня 1948 року в місті Славську Калінінградської області (нині Росія). 1977 року закінчив живописно-оформлювальний факультет Сімферопольського художнього училища, був учнем Валентина Григор'єва, Леоніда Лабенка, Анатолія Шипова.
Працює у Миколаєві, де мешкає у будинку на вулиці Карпенка, № 47.

## Творчість
Працює у галузі станкового живопису, автор жанрових картин, пейзажів, портретів, натюрмортів. Серед робіт:
- «Крим. Газопровід» (1975);
- «Вулиця» (1975);
- «Церква» (1979);
- «Господарські будівлі» (1979);
- «Тала вода» (1979);
- «Шмідт. Острів Березань. Лицарі революції» (1986);
- «Декрет про мир» (1987);
- «Молодість Мигії» (1989);
- «Портрет М. Садового» (1983);
- «Дахи старого міста» (1987);
- «Портрет митрополита Сабодана» (1996);
- «Отець Валерій» (1998);
- «Зима в Росії» (1998);
- «Похмурий день» (1999);
- «Протоієрей Миколай» (2001).

Учасник всеукраїнських, всесоюзних та міжнародних виставок з 1979 року. Персональні виставки художника відбулись у Миколаєві у 1984, 1988, 1989, 1991, 1998, 2003 роках, Києві у 2001, 2002 роках, Москві у 2003 році, Южноукраїнську в 2006 році.
Роботи художника знаходяться у Миколаївському музеї суднобудування і флоту, Миколаївському художньому музеї імені Василя Верещагіна; у приватних колекціях у Бельгії, Фінляндії, Данії, Німеччині, Росії, США, Ізраїлі, Англії, сім'ї Романових, Посольстві Бельгії в Україні.

## Відзнаки
- Премія Ленінського комсомолу (1985)[1];
- Почесна грамота Міністерства культури України (2010)[3].